# Kleistó
Kleistó är en ort i Grekland.   Den ligger i prefekturen Nomós Ártas och regionen Epirus, i den centrala delen av landet, 260 km nordväst om huvudstaden Aten. Kleistó ligger 435 meter över havet och antalet invånare är 158.
Terrängen runt Kleistó är huvudsakligen kuperad. Kleistó ligger uppe på en höjd.Runt Kleistó är det glesbefolkat, med 17 invånare per kvadratkilometer. Närmaste större samhälle är Arta, 8,5 km väster om Kleistó. I omgivningarna runt Kleistó växer i huvudsak blandskog.